# Quem é Quem
Quem é Quem é o décimo álbum de João Donato, editado em 1973 pela gravadora Odeon com a produção de Marcos Valle e de Milton Miranda. O disco apresenta pela primeira vez a voz de Donato, uma vez que sempre foi mais instrumentista do que somente como cantor, e marcou a volta do pianista ao Brasil depois de dez anos morando nos Estados Unidos com a esposa Patrícia e a filha Jodel, que se mudaram para outra cidade do país enquanto Donato retornava ao Rio para ficar. O disco apresenta ele em temas como "A Rã", "Amazonas" - ambas instrumentais, além de dar voz à canções como "Até Quem Sabe?" parceria com o irmão Lysias Ênio, "Nãna das Águas", "Mentiras" aonde ele não canta, mas sim Nana Caymmi, além dele utilizar o piano elétrico Fender Rhodes, que estava em alta. O disco não teve grandes vendagens, mas ajudou-o a manter um valor simbólico anos depois em 2007, quando a revista Rolling Stone brasileira decidiu elegê-la na lista dos 100 Maiores Discos da Música Brasileira no 90º lugar.
De acordo com a revista "o disco é um reencontro de Donato com o samba-jazz, envenenado por seus experimentos elétricos no exterior", e além da produção de Valle, tem os arranjos de Dori Caymmi, Lindolfo Gaya, Laércio de Freitas e Ian Guest, além do próprio Donato em algumas faixas.

## História
O disco nasceu após Donato ter recebido de Patrícia, sua então esposa, o pedido de divórcio, ela deixou a casa vazia - ficou apenas o piano - e levou a filha Jodel junta. Após o divórcio, Donato passou alguns dias a mais nos EUA, e voltou para o Rio de Janeiro no Natal de 1972, e se encontrou com Agostinho dos Santos - cantor e amigo do pianista, que sugeriu a ele a ideia de botar sua voz em um próximo disco, e foi assim que nasceu Quem é Quem. Segundo ele, foi um corre-corre para buscar parceiros para as composições "Como eu nunca tinha feito música com letra, decidi não trabalhar em conjunto com os letristas, como faziam Tom e Vinicius. Só distribuí as melodias.", relembrou 41 anos depois. Nomes como Paulo César Pinheiro, o próprio irmão Lysias Ênio, João Carlos Pádua, além de Geraldo Carneiro e também Marcos Valle ajudaram ele nesse processo de criação do disco. 
Os músicos participantes, segundo Donato, foram Hélio Delmiro (guitarra), Maurício Einhorn (harmônica), Lula Nascimento (bateria), Novelli (baixo e piano), Bebeto Castilho (baixo) e Naná Vasconcelos (percussão) além de Nana cantando em "Mentiras". Quando perguntou aos executivos da Odeon sobre a promoção do disco após as primeiras tiragens saírem, disseram que não haveria e então ele ouviu a sugestão do sambista J. Canseira - com quem desabafou sobre o fato de não haver um lançamento - de subir no outeiro da Igreja da Glória para lançá-lo, não pensou duas vezes: chamou a jornalista Paula Saldanha para fazer uma cobertura do disco e ele arremessou uma caixa de discos do alto do morro. Mesmo assim, não obteve grandes vendagens. 

## Faixas
1. "Chorou, Chorou" (Donato, Paulo César Pinheiro) 2:40
2. "Terremoto" (Donato, Paulo César Pinheiro) 2:28
3. "Amazonas" (Donato) 2:10 - instrumental
4. "Fim de Sonho" (Donato, João Carlos Pádua) 3:38
5. "A Rã" (Donato) 2:31
6. "Ahiê" (Donato, Paulo César Pinheiro) 2:51
7. "Cala Boca Menino" (Dorival Caymmi) 2:23
8. "Nãna das Águas" (Donato, Geraldo Carneiro) 2:24
9. "Me Deixa" (Donato, Geraldo Carneiro) 2:18 - instrumental
10. "Até Quem Sabe?" (Donato, Lysias Ênio) 2:10
11. "Mentiras" (Donato, Lysias Ênio) 4:15
12. "Cadê Jodel" (Donato, Marcos Valle) 2:01

## Músicos[3]
- João Donato: voz, piano, Fender Rhodes e arranjos em "Chorou, Chorou", "Cala Boca Menino" e "Cadê Jodel"
- Hélio Delmiro: guitarra
- Naná Vasconcelos: percussão
- Maurício Einhorn: harmônica
- Lula Nascimento: bateria
- Novelli: baixo e piano
- Bebeto Castilho: baixo
- Nana Caymmi: voz em "Mentiras"

## Ficha Técnica[1]
- Direção de produção: Milton Miranda
- Direção musical e arranjos em "Nãna das Águas", "Me Deixa"  e "Mentiras": Lindolfo Gaya
- Assistente de produção: Marcos Valle
- Orquestradores e regentes: vários
- Diretor técnico: Z.J. Merky
- Técnico de gravação: Dacy/Toninho
- Técnico de laboratório: Reny R. Lippi
- Técnico de remixagem: Nivaldo Duarte
- Lay-out: Joel Cocchiararo
- Fotos: Alexandre de Souza Lima
- Arranjos em "Terremoto" e "A Rã": Laércio de Freitas
- Arranjos em "Amazonas", "Fim de Sonho": Ian Guest
- Arranjos em "Ahiê" e "Até Quem Sabe?": Dori Caymmi